# Benelli M3
Benelli M3 (Super 90) je brokovnice vyvinutá a vyráběná italským výrobcem střelných zbraní Benelli. M3 je známá pro možnost volby mezi samonabíjecím a opakovacím režimem. Je spolehlivá a všestranná, a je populární používáním policejními složkami a sportovními střelci. M3 má také odnímatelnou pažbu, což umožňuje výběr mezi tradiční brokovnicovou pažbou a pistolovou pažbou.

## Popis
Benelli M3 funguje na principu jedinečného mechanismu uzamykání závěru, který bývá využit jen u brokovnic. Tento systém kombinuje dynamický brzděný závěr a uzamčení pomocí rotačního závorníku. Mezi tělem závěru a hlavou závěru je silná pružina. Po výstřelu se hlava závěru vlivem zpětného rázu pohybuje dozadu a stlačuje pružinu, čímž se zpozdí moment otevření závěru. Po kontaktu hlavy závěru a těla závěru, dojde k otočení ozubů a odemčení závěru, ten se pak pohybuje dozadu, vyhazuje prázdnou nábojnici a stlačuje vratnou vzpruhu umístěnou v pažbě.

## Varianty

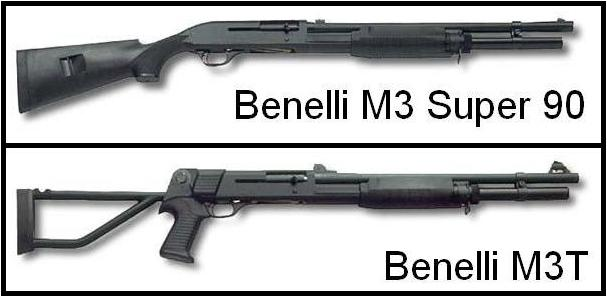
Varianty brokovnice Benelli M3

Benelli M3 se vyrábí v několika variantách, nejznámější varianta je M3 Super 90, který se vyznačuje menším tělem. K dispozici je také kratší verze - která se snadněji přepravuje - je používána policejními složkami.

## Uživatelé
- Česko: M3T Super 90 je používána speciálními jednotkami Armády České republiky[1], specialisty 601. skupiny speciálních sil.[2]
- Estonsko: Estonské obranné síly.[3]
- Francie: Vybrané jednotky Francouzské armády.[4]
- Indonésie: M3T je používána taktickou potápěčskou skupinou Komando Pasukan katakata (KOPASKA) a skupinou speciálních sil Komando Pasukan Khusus (Kopassus).[5]
- Irsko
- Lucembursko: Unité Spéciale de la Police, Grand Ducal Police.[6][7][8]